# Podoschistus vittifrons
Podoschistus vittifrons är en stekelart som först beskrevs av Cresson 1868.  Podoschistus vittifrons ingår i släktet Podoschistus och familjen brokparasitsteklar. Inga underarter finns listade i Catalogue of Life.